# Háromszínű kakukkhéja
A háromszínű kakukkhéja (Aviceda leuphotes) a madarak osztályának vágómadár-alakúak (Accipitriformes) rendjébe, ezen belül és a vágómadárfélék (Accipitridae) családjába tartozó faj.

## Rendszerezése
A fajt Charles Dumont de Sainte-Croix francia zoológus és ornitológus írta le 1820-ban, a Falco nembe Falco leuphotes néven.

## Alfajai
- himalájai háromszínű kakukkhéja (Aviceda leuphotes leuphotes), a Himalája vidéke
- burmai háromszínű kakukkhéja (Aviceda leuphotes burmana), Mianmar, Thaiföld, Kambodzsa, Laosz és Vietnám
- dél-kínai háromszínű kakukkhéja (Aviceda leuphotes syama), Kína déli része és Hainan
- szecsuani háromszínű kakukkhéja (Aviceda leuphotes wolfei), Szecsuan
- andamáni kakukkhéja (Aviceda leuphotes andamanica), Andamán-szigetek

## Előfordulása
Banglades, Bhután, Kína, India, Srí Lanka, Malajzia, Mianmar, Nepál, Szingapúr, Kambodzsa, Laosz, Thaiföld és Vietnám területén honos. Természetes élőhelyei a szubtrópusi és trópusi száraz erdők, síkvidéki és hegyi esőerdők, ültetvények, szántóföldek és vidéki kertek. Vonuló faj.

## Megjelenése
Testhossza 35 centiméter, szárnyfesztávolsága 64-80 centiméter, testtömege 168-224 gramm.
|  |

## Természetvédelmi helyzete
Az elterjedési területe rendkívül nagy, egyedszáma ugyan csökken, de még nem éri el a kritikus szintet. A Természetvédelmi Világszövetség Vörös listáján nem fenyegetett fajként szerepel.